# Corleone
Corleone (sycyl. Cunigghiuni) – miejscowość we Włoszech, w regionie Sycylia, w prowincji Palermo. Liczy ok. 12 000 mieszkańców.

## Historia
Miasto zostało kiedyś podbite przez Arabów, którzy pozostawili po sobie rozwiniętą ekonomię i politykę. Nadali oni wtedy miastu nazwę Qurlayun.
W dawnych czasach miasto było otoczone murami obronnymi połączonymi z Castello Soprano i Castello Sottano.
Corleone znane było także pod nazwą „Odważni mieszkańcy”, z powodu ich pozycji w wojnach, które obejmowały Sycylię. Położone pomiędzy Palermo a Agrigento miasto kontrolowało jedną z ważniejszych arterii i było jednym z najbardziej strategicznych miejsc na wyspie.
Corleone w XIV w. stało się własnością królewską, a następnie oddane feudałowi Federico Ventimiglii.
Znaczny wzrost liczby ludności w XV i XVI w. spowodowany został przez osiedlenie się w mieście mnichów z kilku różnych zakonów.

## Zabytki
- wieża widokowa wybudowana między XI a XII w., zwana Saracena. Widok z wieży obejmuje m.in. Cascata delle Due Rocche.
- Chiesa Madre (Kościół Matka), którego patronem jest Marcin z Tours. Budowę rozpoczęto w XIV w. Jego obecny wygląd znacznie różni się od pierwotnego z powodu licznych przeróbek i renowacji. W bocznych kaplicach znajdują się m.in. drewniane rzeźby św. Filipa d'Agira (XVII w.) i św. Błażeja (XVI w.).
- kościoły: Chiesa dell'Addolorata (XVIII w.), Chiesa di Santa Rosalia i mały Sant’Andrea (oba z XVII wieku), w których znajdują się freski i malowidła.
- kościół Santuario della Madonna del Rosario di Tagliavia, budynek sakralny z XIX wieku, obecnie miejsce pielgrzymek w dniu Wniebowstąpienia.

## Corleone współcześnie
Miasto jest znane głównie jako miejsce urodzenia szefów mafii włoskiej Michele Navarry, Luciana Leggio, Leoluki Bagarelli, Salvatore Riiny i Bernarda Provenzano. Mafia od dekad dominowała lokalną społeczność i dopiero niedawno część ludności zaczęła się jej sprzeciwiać.
W 2003 odbyło się referendum, które nie odniosło sukcesu, w którym mieszkańcy wypowiadali się, czy chcą zmienić nazwę z „Corleone” na starą wersję „Cuor di Leone (lwie serce)”, aby miasto przestało być kojarzone tylko z mafią, tą fikcyjną i prawdziwą.
Najbardziej znanym wydarzeniem w Corleone jest aresztowanie ukrywającego się przez ponad 40 lat Bernarda Provenzano, który był „Capo di tutti capi”. To wydarzenie stało się małym świętem. „Dzień oswobodzenia”, obchodzony 11 kwietnia (jest to data aresztowania Provenzano w 2006 roku), a także zmiana nazwy jednej z ulic na „11 kwietnia” pokazuje, jak ważne jest to wydarzenie dla mieszkańców miasteczka.

## Corleone w kulturze
Nazwa miasta została użyta jako nazwisko tytułowej postaci w książce Maria Puza Ojciec chrzestny i filmie Francisa Forda Coppoli. W filmie Vito Andolini emigruje z Włoch z wioski Corleone do Ameryki, a jego nazwisko zostaje zmienione przez nieporozumienie pomiędzy człowiekiem, który mu pomagał, a człowiekiem w urzędzie celnym, który powiedział „Corleone” zamiast „Andolini”. W filmie Ojciec chrzestny, część II młody Vito podpisuje, że ma na nazwisko Corleone. Jest zbyt nieśmiały i nie potrafi mówić po angielsku, aby wytłumaczyć celnikowi, jakie jest jego prawdziwe nazwisko.
W książce Vito zmienia nazwisko na Corleone po przybyciu do Ameryki dla podkreślenia więzów z rodzinną wioską.
Również dziadkowie aktora Ala Pacino (grał on Michaela Corleone w Ojcu chrzestnym) wyemigrowali z miasta Corleone w tym samym okresie, co Don Vito Corleone.